# Marpesia
A la mitologia clàssica Grega i Romana, Marpesia (grec: Μαρπησία "Lladre") era Reina de les Amazones juntament amb Lampedo, la seva germana. Van governar després de la mort de Lysippe.
Marpesia va ser una de les governants que van ajudar establir la ciutat grega de Efes. i també van establir una ciutat a les Muntanyes del Caucas referida com la Roca o el penya-segat de Marpesia. Alexandre el Gran posteriorment hi va construir unes portes portes allà que van ser anomenades Caspiae Pylae. Aquesta era una àrea del riu Thermodon a Capadòcia on Marpesia I Lampedo van estendre la influència de les Amazones a Europa i Àsia Menor, terroritzant aquella part del món.
Marpesia va ser succeïda per les seves filles Orithyia i Antíope (algunes fonts afegeixen a Synope) després que va ser morta a una batalla durant una invasió sobtada per bàrbars asiàtics.
Al llibre Dones Famoses de Giovanni Boccaccio, hi ha un capítol dedicat a Lampedo i Marpesia.